# Chinetina
La chinetina (o cinetina) è un fitormone appartenente alla famiglia delle citochinine.
Fu originariamente isolata da Miller, Skoog et al. come uno dei componenti ottenuti da sperma di aringa dopo trattamento in autoclave, che promuovevano la divisione cellulare (da cui il nome). 

## La ricerca di Franz Moewus
Fu la moglie di Franz Moewus che pubblicò nel 1959, postumo, Stimulation of Mitotic Activity by Benzidine and Kinetin in Polytoma uvella dopo che lo scienziato, le cui ricerche sembravano preludere al Premio Nobel, venisse sottoposto ad una commissione d'inchiesta e accusato in una «lettera- rapporto, datata 18 agosto 1954, che doveva essere controfirmata da Moews» stesso, di avere manomesso sue prove di laboratorio. «Da quel momento (...) nessuna università volle più avere a che fare con lui». In seguito «riprese i suoi esperimenti per tentare di riabilitarsi di fronte alla comunità internazionale». Inizialmente allievo e protetto di Max Hartmann, che considerava la sessualità «come un fenomeno biologico universale», fu dallo stesso mollato relativamente presto.